# Pothoidium
Pothoidium é um género botânico pertencente à família Araceae.

## Espécies
- Pothoidium lobbianum